# Prova t de Student
En estadística, un  T-Test o  prova  t  de Student ,  prova t-Student , és qualsevol prova en la qual l'estadístic utilitzat té una distribució t de Student si la hipòtesi nul·la és certa. S'aplica quan la població s'assumeix ser normal, però el volum mostral és massa petit perquè l'estadístic en què està basada la inferència estigui normalment distribuït, utilitzant una estimació de la desviació típica en lloc del valor real.

## Història

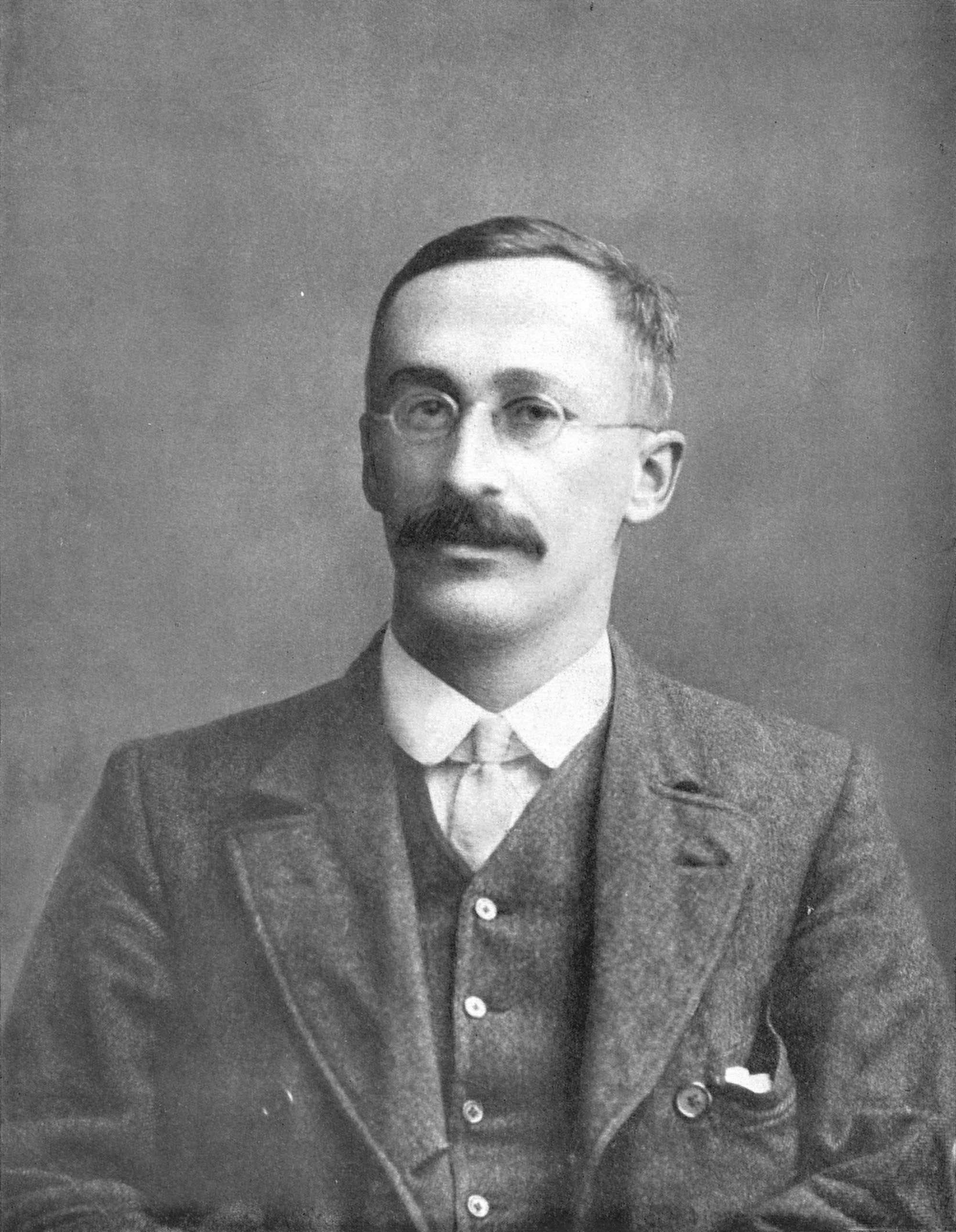
William Sealey Gosset, que va desenvolupar l'"estadística-t" i va publicar-ho sota el pseudònim de "Student".

El terme "estadística-t" és una abreviatura de "estadística de test d'hipòtesi". En estadística, la distribució-t va ser derivada per primer cop com a distribució a posteriori l'any 1876 per Helmert i Lüroth. La distribucuió-t també va aparèixer en una forma més general com a distribució de Pearson de Tipus IV en un article de Karl Pearson de 1895. Tanmateix, la distribució-T, també coneguda com distribució t de Student rep el nom de William Sealey Gosset que la va publicar per primer cop en anglès l'any 1908 en la revista científica Biometrika usant el pseudònim de "Student" ("estudiant") ja que el seu patró preferia que el seu equip usés noms de ploma quan publiquessin articles científics en lloc d'usar el seus propis noms, així que va usar el nom de "Student" per tal d'ocultar la seva identitat. Gosset treballava en la Guinness Brewery de Dublín, a Irlanda, i li interessaven els problemes en què les mostres eren petites – per exemple, les propietats químiques de l'ordi en petites quantitats. Així doncs, una segona versió de l'etimologia del terme "Student" és que Guinness no volia que els seus competidors sabessin que estaven utilitzant la prova t per determinar la qualitat de les matèries primeres. Tot i que va ser a William Gosset a qui se li va atribuir el nom de "Student", va ser de fet a través de l'obra de Ronald Fisher que la distribució es va popularitzar com la "distribució de Student" i la "prova t de Student".
Gosset va ser contractat seguint la política de Claude Guinness de reclutar els millors graduats d'Oxford i de Cambridge perquè apliquessin la bioquímica i l'estadística als processos industrials de Guinness. Gosset va desenvolupar la prova t com un mètode econòmic de control de qualitat de la cervesa stout. L'article sobre la prova t va ser acceptat en la revista científica Biometrika i es va publicar l'any 1908.
Guinness tenia una política de permetre al personal més tècnic de marxar per estudiar, que Gosset va utilitzar durant els primers dos quatrimestres de l'any acadèmic 1906–1907 al Laboratori Biomètric del Professor Karl Pearson al University College de Londres. La identitat de Gosset va ser llavors revelada als seus companys estadístics i al seu editor en cap Karl Pearson.

## Usos
Entre els usos més freqüents de les proves t hi podem trobar:
- El test de posició de mostra única pel qual es comprova si la mitjana d'una població que es coneix té una distribució normal, té un valor especificat en una hipòtesi nul·la.
- El test de posició per a dues mostres, pel qual es comprova si les mitges de dues poblacions distribuïdes en forma normal són iguals. Tots aquests test són usualment anomenats test t de Student, tot i que estrictament parlant, tal nom només hauria de ser utilitzat si les variables de les dues poblacions estudiades poden ser assumides com a iguals; la forma dels assaigs que s'utilitzen quan aquesta suposició es deixa de banda solen ser anomenats de vegades com Prova t de Welch. Aquestes proves solen ser comunament anomenades com a proves t desaparellades o de mostres independents, pel fet que tenen la seva aplicació més típica quan les unitats estadístiques que defineixen a ambdues mostres que estan sent comparades no se superposen.[17]
- El test d'hipòtesi nul·la pel qual es demostra que la diferència entre dues respostes mesurades a les mateixes unitats estadístiques és zero. Per exemple, suposeu que es mesura la mida del tumor d'un pacient amb càncer. Si el tractament resulta efectiu, l'esperable seria que el tumor de molts pacients disminuís de mida després de seguir el tractament. Això sovint és referit com a prova t de mesuraments aparellats o repetits.[17][18]
- El test per comprovar si el pendent d'una regressió lineal difereix estadísticament de zero.